# Samsung Galaxy A7 (2016)
O Samsung Galaxy A7 (2016) ou Samsung Galaxy A7 2016 Edition é um smartphone Android desenvolvido e fabricado pela Samsung Electronics. Faz parte da série Galaxy A, voltada para o mercado intermediário. A empresa divulgou este telefone em 2 de dezembro de 2015.

## Especificações

### Software
O smartphone sai de fábrica com sistema operacional móvel Android 5.1.1 "Lollipop".

## Disponibilidade
O Samsung Galaxy A7 (2016) foi lançado em 15 de dezembro de 2015 na China e em outros países no primeiro trimestre de 2016. O aparelho está disponível em diversas regiões, como Europa Oriental (apenas Rússia, Ucrânia e Turquia), África, Oriente Médio, América Latina e Ásia. No entanto, o aparelho não foi comercializado na América do Norte e no resto da Europa, pois foi considerado muito caro e também um concorrente quase direto do Samsung Galaxy S6. O seu sucessor é o Samsung Galaxy A7 (2017).

## Variantes
| Modelo      | Processador                | SIM   | Região                                                                          |
| ----------- | -------------------------- | ----- | ------------------------------------------------------------------------------- |
| SM-A710F    | Samsung Exynos 7 Octa 7580 | Único | Europa (alguns países), Israel e África do Sul                                  |
| SM-A710F/DS | Samsung Exynos 7 Octa 7580 | Dual  | Rússia, Cazaquistão, Ucrânia e países do Cáucaso (Armênia, Azerbaijão, Geórgia) |
| SM-A710FD   | Samsung Exynos 7 Octa 7580 | Dual  | Oriente Médio, África, Ásia                                                     |
| SM-A710Y    | Samsung Exynos 7 Octa 7580 | Único | Austrália e Nova Zelândia                                                       |
| SM-A710Y/DS | Samsung Exynos 7 Octa 7580 | Dual  | Filipinas e Taiwan                                                              |
| SM-A710M    | Samsung Exynos 7 Octa 7580 | Único | América Latina                                                                  |
| SM-A710M/DS | Samsung Exynos 7 Octa 7580 | Dual  | Brasil                                                                          |
| SM-A7100    | Qualcomm Snapdragon 615    | Único | China e Hong Kong                                                               |
| SM-A710S    | Samsung Exynos 7 Octa 7580 | Único | Coreia do Sul (SK Telecom)                                                      |
| SM-A710K    | Samsung Exynos 7 Octa 7580 | Único | Coreia do Sul (KT Corporation)                                                  |